# Arrondissement di Vire
L'arrondissement di Vire è un arrondissement dipartimentale della Francia situato nel dipartimento del Calvados, nella regione della Normandia.

## Storia
Fu creato nel 1800 sulla base dei preesistenti distretti.

## Composizione
L'arrondissement è composto da 88 comuni raggruppati in 6 cantoni:
- cantone di Aunay-sur-Odon
- cantone di Condé-sur-Noireau
- cantone di Le Bény-Bocage
- cantone di Saint-Sever-Calvados
- cantone di Vassy
- cantone di Vire